# Equipo de Copa Davis de Panamá
El Equipo panameño de Copa Davis es el representativo de Panamá en la máxima competición internacional a nivel de naciones del tenis y depende de la Federación Panameña de Tenis.

## Historia
Panamá compitió por primera vez en la Copa Davis en el año 1996. Su mejor resultado fue el tercer lugar en el Grupo III de la Zona Americana en dos oportunidades en los años 1996 y 1999.

### Jugador Ilustre
- Chad Valdes

## Plantel
| Jugador              | Individuales | Dobles |
| -------------------- | ------------ | ------ |
| José Gilbert Gómez   | 0 - 7        | 1 - 7  |
| Luis Fernando García | 1 - 9        | 0 - 5  |
| Walter Espinoza      | 10 - 8       | 3 - 13 |
| Luis Gómez           | 1 - 2        | 1 - 3  |